# Mistrzostwa Polski w Łyżwiarstwie Szybkim w Wieloboju Sprinterskim 2003
22. Mistrzostwa Polski w wieloboju sprinterskim odbyły się w dniach 15-16 lutego 2003 roku na torze Błonie w Sanoku.

## Kobiety
| Pozycja | Zawodniczka        | Klub                       | 500 m | Pkt. | 1000 m | Pkt. | 500 m | Pkt. | 1000 m | Pkt. | Suma pkt. |
| ------- | ------------------ | -------------------------- | ----- | ---- | ------ | ---- | ----- | ---- | ------ | ---- | --------- |
| 01 !    | Joanna Stawińska   | Pilica Tomaszów Mazowiecki |       |      |        |      |       |      |        |      | 179,050   |
| 02 !    | Joanna Łęcka       | Marymont Warszawa          |       |      |        |      |       |      |        |      | 179,750   |
| 03 !    | Małgorzata Bylinka | Pilica Tomaszów Mazowiecki |       |      |        |      |       |      |        |      | 183,121   |

## Mężczyźni
| Pozycja | Zawodnik           | Klub                       | 500 m | Pkt. | 1000 m | Pkt. | 500 m | Pkt. | 1000 m | Pkt. | Suma pkt. |
| ------- | ------------------ | -------------------------- | ----- | ---- | ------ | ---- | ----- | ---- | ------ | ---- | --------- |
| 01 !    | Paweł Abratkiewicz | Pilica Tomaszów Mazowiecki |       |      |        |      |       |      |        |      | 151,770   |
| 02 !    | Rafał Gąsior       | AZS                        |       |      |        |      |       |      |        |      | 153,625   |
| 03 !    | Maciej Ustynowicz  | Marymont Warszawa          |       |      |        |      |       |      |        |      | 155,325   |